# سوخوي سو-17 (1949)
سوخوي سو-17  (بالإنجليزية: Sukhoi Su-17)‏ هي طائرة مقاتلة من صناعة سوخوي.